# Oscar Millard
Óscar Millard (Londres, Inglaterra, 1 de marzo de 1908 – Los Ángeles, California, 7 de diciembre de 1990) fue un escritor inglés que publicó dos libros ambientados en Bélgica antes de alcanzar el éxito en Hollywood como guionista.

## Carrera

### Escritor
En 1936, Millard publicó una biografía de Adolphe Max, quien fue alcalde de Bruselas durante la Primera Guerra Mundial y fue encarcelado por negarse a colaborar con las fuerzas de ocupación. En 1937, siguió con una novela inspirada en el periódico clandestino de guerra La Libre Belgique, titulada Uncensored. En 1942, esta novela fue adaptada al cine con el mismo título, con Terence Rattigan como guionista principal. La ambientación se actualizó a la ocupación alemana contemporánea de Bélgica durante la Segunda Guerra Mundial.

### Guionista
El éxito de Millard en Hollywood llegó después de la guerra, cuando colaboró en el guion de Come to the Stable, una comedia sobre monjas. Tuvo más éxito el año siguiente al recibir una nominación al Premio de la Academia por la película bélica The Frogmen (1951).
Su producción posterior fue menos exitosa, aunque interesante: el thriller con James Stewart No Highway in the Sky (1951) y la película de femme fatale de Otto Preminger Angel Face (1952).
La reputación de Millard se vio considerablemente dañada tras escribir The Conqueror (1956), una épica bárbara protagonizada por John Wayne y Susan Hayward. La película fue criticada duramente, y se difundió una leyenda que afirmaba que el rodaje, realizado a favor del viento de un lecho de lago donde la Comisión de Energía Atómica había probado 11 armas nucleares el año anterior, causó un brote de cáncer entre el elenco y el equipo. En realidad, el porcentaje de personas asociadas con la película que desarrollaron cáncer fue similar al de la población general de EE. UU.
Después de esto, Millard encontró trabajo constante en televisión, escribiendo guiones para programas como Wagon Train, The Alfred Hitchcock Hour (por la cual fue galardonado en 2013 por el Writers Guild of America como una de las 101 mejores series de televisión escritas) y Twelve O'Clock High.

## Filmografía

### Cine
- 1942: Uncensored de Anthony Asquith
- 1949: Hablan las campanas de Henry Koster
- 1951: Momentos de peligro de Henry Koster
- 1951: Luchas submarinas de Lloyd Bacon
- 1952: Cara de ángel de Otto Preminger
- 1953: Perseguida de Rudolph Maté
- 1956: El conquistador de Mongolia de Dick Powell
- 1960: Sueño de amor de Charles Vidor
- 1964: Su propia víctima de Paul Henreid
- 1965: El precio de una cabeza de Serge Bourguignon
- 1972: El contacto de Salzburgo de Lee H. Katzin

### Televisión
- 1953-1958: Schlitz Playhouse of Stars (4 episodios)
- 1955-1956: Four Star Playhouse (2 episodios)
- 1956: The Star and the Story (1 episodio)
- 1956-1958: Estrellas de Hollywood (8 episodios)
- 1957: The 20th Century-Fox Hour (1 episodio)
- 1958: Jane Wyman Presents The Fireside Theatre (1 episodio)
- 1958: Maverick (1 episodio)
- 1958: Ballinger de Chicago (2 episodios)
- 1959-1960: Markham (6 episodios)
- 1960: Thriller (1 episodio)
- 1961: The Wreckers (1 episodio)
- 1962: Fred Astaire (2 episodios)
- 1963: Pasiones en conflicto (1 episodio)
- 1964-1965: Kapitein Zeppos (2 episodios)
- 1965: The Long, Hot Summer (1 episodio)
- 1965: F.B.I. (1 episodio)
- 1966: Almas en la hoguera (1 episodio)
- 1966: La hora de los famosos (1 episodio)
- 1966: Court Martial (1 episodio)
- 1968: Viaje a lo desconocido (3 episodios)
- 1969: Centro médico (1 episodio)
- 1976: Perilous Voyage (telefilme)

## Reconocimientos
- 1950 Writers Guild of America Awards: Mejor comedia por Hablan las campanas
- 1952 Premios cinematográficos: Oscar a la mejor historia original por Luchas submarinas